# Castalia (Schiff)
Die Castalia war ein Fährschiff der griechischen Reederei Hellenic Mediterranean Lines, das 1974 in Dienst gestellt wurde. Ab 1988 wurde das Schiff für Kreuzfahrten eingesetzt, konnte jedoch bis 1991 weiterhin Fahrzeuge transportieren. Im Laufe ihrer Dienstzeit trug die Castalia insgesamt vierzehn verschiedene Namen und wechselte sechzehnmal den Besitzer, bis sie 2010 unter dem Namen Royale in Indien verschrottet wurde.

## Geschichte
Die Castalia wurde als kombiniertes Fähr- und Kreuzfahrtschiff in der Kynossoura Dock Yard in Salamis gebaut und am 1. Oktober 1973 vom Stapel gelassen. Am 6. Mai 1974 wurde es an die Hellenic Mediterranean Lines mit Sitz in Piräus abgeliefert und kurz darauf im Liniendienst zwischen Brindisi und Patras eingesetzt.
Das Schiff blieb vierzehn Jahre lang ohne besondere Vorkommnisse auf dieser Strecke, bis es 1988 an die Stena Gulf Line verkauft und in Scandinavian Saga umbenannt wurde. Die Scandinavian Saga wurde im Mai 1988 nach Tampa geschleppt und im Juni 1988 an SeaEscape verkauft, die es als Kreuzfahrtschiff in der Karibik einsetzten. Die Anzahl der Passagiere wurde dadurch auf 369 reduziert.
1991 verchartete SeaEscape das Schiff als Pride of San Diego an California Cruises. Das Schiff wurde anschließend umgebaut, wodurch unter anderem das Autodeck wegfiel und durch Aufenthaltsräume sowie Kabinen ersetzt wurde.
Nach Beendigung der Charter durch California Cruises wurde die Pride of San Diego 1992 an die Stena America Line verkauft und in Tropic Star II umbenannt. Nach nur zwei Jahren wurde das Schiff jedoch bereits wieder ausgemustert und unter dem Namen Stena Arcadia in Venedig aufgelegt.
Nach einem Jahr Aufliegezeit kaufte die Kreuzfahrtreederei Empress Cruise das Schiff. Obwohl es bereits in Emerald Empress umbenannt wurde, kam es nie für Empress Cruise in Fahrt, sondern wurde stattdessen in Freeport aufgelegt.
1998 wechselte das mittlerweile in Sofia umbenannte Schiff erneut zweimal ohne Ergebnis den Besitzer, bis es 1999 von Commodore Cruise Lines gekauft wurde. Ab dem 14. April 2000 war das Schiff als Enchanted Sun für Casinokreuzfahrten von San Diego nach Rosarito eingesetzt. Bereits nach einem Jahr wurde das Schiff jedoch abermals in Freeport aufgelegt. Es wechselte erneut den Besitzer und wurde als Talisman zum Verkauf angeboten, bis es 2002 von SeaEscape Cruises zurückgekauft und in Manistal umbenannt wurde. Das Schiff kam jedoch nicht wieder für SeaEscape in Fahrt, sondern wurde stattdessen erneut zum Verkauf angeboten. 
2003 kehrte es als St Tropez für zwei Jahre als Casinoschiff unter Führung von Circle Line Cruises in den Dienst zurück, bis es im Mai 2005 wieder verkauft wurde. Nach zwei weiteren Besitzerwechseln und einer kurzzeitigen Umbenennung in Fortune Star im Januar 2006 kaufte im März 2006 die Royal Prime Corporation das Schiff als Casino Royale.
Trotz einer geplanten Wiedernutzung als Casinoschiff kehrte die Casino Royale nicht mehr in den Dienst zurück. Nach vier Jahren Aufliegezeit in Tampa wurde das Schiff im August 2010 zum Verschrotten ins indische Alang verkauft. Zu diesem Zweck wurde es zum letzten Mal umbenannt und erhielt den verkürzten Namen Royale. Am 14. Oktober 2010 traf das 36 Jahre alte Schiff in Alang ein, wo es ab dem 27. Oktober 2010 verschrottet wurde.